# Alpha Omega
Alpha Omega, также Alpha-Omega, Alpha III Omega — третий студийный альбом нью-йоркской хардкор-группы Cro-Mags, издан в 1992 году лейблом Century Media Records.
Alpha Omega был записан с участием возвратившегося в ряды ансамбля вокалиста Джона Джозефа. Продюсером выступил бас-гитарист группы — Харли Флэнаган.

## Список композиций
1. «See the Signs» (4:07)
2. «Eyes of Tomorrow» (3:28)
3. «The Other Side of Madness (Revenge)» (6:02)
4. «Apocalypse Now» (8:08)
5. «Paths of Perfection» (3:05)
6. «Victims» (4:41)
7. «Kuruksetra» (1:18)
8. «Changes» (4:11)

## Участники записи
- Джон Джозеф — вокал
- Харли Флэнаган — бас-гитара
- Дуг Холланд — гитара
- Гэри Абуларач — гитара
- Дейв Дисенсо — ударные